# Mars (powieść)
Mars – debiutancka powieść Rafała Kosika, opublikowana w kwietniu 2003 roku nakładem wydawnictwa Ares 2. W 2012 książka ukazała się ponownie, nakładem wydawnictwa Powergraph, należącego do samego autora. 

## Tło
Kanwą powieści było opowiadanie, które Rafał Kosik napisał w lutym 2001 r., a następnie nadesłał do redakcji miesięcznika Science Fiction, Fantasy i Horror. Za namową redaktora naczelnego Roberta Szmidta rozwinął opowiadanie w powieść, która trafiła do księgarń w następnym roku. Autor zapowiedział, że kontynuacja nie powstanie. 

## Analiza i odbiór
Wojciech Orliński wskazywał w swojej recenzji na podobieństwo elementów Marsa do twórczości Stanisława Lema, Raya Bradbury’ego i Philipa Dicka.

## Fabuła
Akcja powieści toczy się na Marsie, na którym w 2040 roku rozpoczęto trwającą niemal 100 lat terraformację, po której został skolonizowany przez ludzi. Powieść składa się z trzech części. Akcja pierwszej z nich ma miejsce w roku 2040 i przedstawia sposób, w który ludzie rozpoczynają terraformowanie Marsa. Druga część rozgrywa się w 2305 roku. Jej bohater to Allen, który przybywa na Czerwoną Planetę w czasach, gdy cały czas trwa jej zaludnianie. Większość ludzi nie jest świadoma, że terraformacja nie do końca się powiodła. W trzeciej części, której akcja dzieje się w roku 2340, Mars boryka się z niedoborem tlenu i wody, a główny bohater imieniem Jared zajmuje się odnajdywaniem ukrytych akwenów.